# Comitato (ordinamento civile italiano)
Il comitato è un ente, previsto dall'ordinamento giuridico italiano, che persegue uno scopo altruistico, generalmente di pubblica utilità, ad opera di una pluralità di persone che, non disponendo dei mezzi patrimoniali adeguati, promuovono una pubblica sottoscrizione per raccogliere i fondi necessari a realizzarlo. Esempi sono i comitati di soccorso o di beneficenza e i comitati promotori di opere pubbliche, monumenti, esposizioni, mostre, festeggiamenti.

## Disciplina
La disciplina dei comitati è contenuta negli articoli da 39 a 42 del Codice civile.
L'atto costitutivo, ossia l'accordo tra i componenti del comitato che dà vita allo stesso, non richiede forme particolari ma deve comunque specificare lo scopo in vista del quale il comitato è costituito.
I componenti del comitato (promotori) annunciano al pubblico lo scopo da perseguire ed invitano ad effettuare offerte in denaro o di altri beni. Il denaro e i beni così raccolti (donazioni), che vanno a costituire il fondo del comitato, non appartengono ai promotori allo scopo annunciato, sicché il comitato possiede una sua autonomia patrimoniale seppur imperfetta. Qualora i fondi raccolti siano insufficienti allo scopo, o questo non sia più attuabile, o, raggiunto lo scopo, si abbia un residuo di fondi, l'autorità governativa stabilisce la devoluzione dei beni, se questa non è stata disciplinata al momento della costituzione.
Delle obbligazioni assunte verso terzi rispondono non solo il comitato, con il suo fondo, ma anche, personalmente e solidalmente, tutti i suoi componenti. Se ottiene il riconoscimento, il comitato diventa una fondazione o, secondo altri, un'associazione riconosciuta, comunque una persona giuridica e, quindi, risponde delle obbligazioni solo con il suo patrimonio. Nessuna responsabilità per le obbligazioni del comitato grava, invece, sugli oblatori che sono tenuti soltanto a effettuare le oblazioni promesse.
I componenti del comitato compongono l'assemblea dello stesso, organo non citato dal codice civile al quale, tuttavia, si ritiene spettino tutte le decisioni necessarie alla vita dell'ente. L'assemblea affida l'incarico di gestire l'attività dell'ente agli organizzatori, non necessariamente scelti tra i promotori del comitato. Gli organizzatori e coloro che assumono la gestione dei fondi raccolti sono responsabili, personalmente e solidalmente, della conservazione dei fondi e della loro destinazione allo scopo annunziato; si discute, però, se tale responsabilità sussista nei confronti dell'ente o degli oblatori.
Il comitato può stare in giudizio nella persona del suo presidente.

## Natura giuridica
I comitati non sono persone giuridiche (pur potendo essere riconosciuti come tali, se ne hanno i requisiti). Tuttavia, grazie alla loro autonomia patrimoniale, sono considerati comunque soggetti di diritto da coloro che distinguono la soggettività dalla personalità giuridica.
È discusso in dottrina se i comitati siano riconducibili alle associazioni o alle fondazioni; alcuni autori vedono nel comitato una fondazione non riconosciuta. Secondo una tesi attualmente molto diffusa e condivisa anche dalla Suprema Corte di Cassazione (v. Cass. 23 giugno 1994, n. 6032) la natura del comitato sarebbe duplice: associativa nella fase iniziale di raccolta dei fondi, di fondazione nella fase successiva, in cui i fondi raccolti vengono destinati allo scopo annunziato; l'eventuale riconoscimento sarebbe concesso alla fondazione promossa dal comitato, non al gruppo associato dei suoi componenti. Tra coloro che, invece, vedono nel comitato un'associazione non riconosciuta, alcuni ritengono che con il riconoscimento esso divenga una normale associazione riconosciuta, mentre per altri diverrebbe una persona giuridica sui generis, il comitato riconosciuto, alla quale continuano ad applicarsi le norme sulla responsabilità degli organizzatori e sulla devoluzione dei beni, proprie dei comitati.

## Diritto comparato
Mentre l'ordinamento italiano disciplina il comitato come soggetto giuridico, seppur non personificato, altri ordinamenti seguono una diversa strada, prevedendo un regime speciale per il denaro e i beni raccolti (così è per il collecting trust dei paesi di common law o il Sammelvermögen tedesco).